# Bank of Montreal
Bank of Montreal  (фр. Banque de Montréal — «Банк Монреаля»; BMO, рус. Би́мо) — канадский банк, четвёртый в стране по объёму размещенных на депозитах средств (входит в «большую пятерку» банков Канады), в двадцатку крупнейших банков США и в число 50 крупнейших банков мира.
Основан в Монреале, провинция Квебек, в 1817 году, старейшая банковская организация в Канаде. С 1977 года фактический операционный центр находится в Торонто.
В старинной канадской банковской системе Банк Монреаля был первым из зарегистрированных банков и первоначально занимал монопольное положение, фактически заменяя центральный банк; позднее появились и другие чартерные банки, однако банк Монреаля выпускал банкноты и токены вплоть до введения канадского доллара.

## История

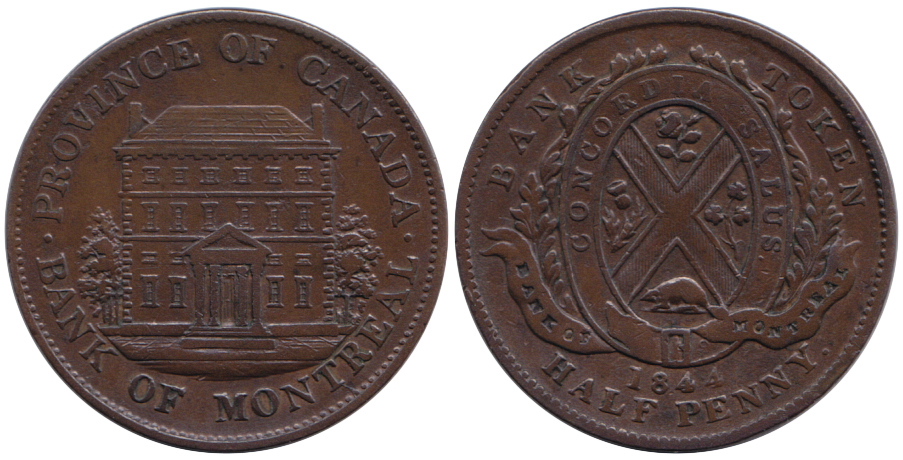
Фасад здания банка Монреаля на токене провинции Канада 1844 года.

Банк был основан в 1817 году группой предпринимателей; первоначально назывался Montreal Bank. В 1822 году из частного стал публичным и изменил название на Bank of Montreal. Планомерно расширял свою деятельность по территории Канады как за счёт открытия новых отделений, так и за счёт поглощений. В 1942 году банк прекратил выпуск своих собственных банковских билетов. В 1977 году операционный центр банка был перемещен в Торонто, но официальная штаб-квартира осталась в Монреале. В 1984 году был куплен Harris Bank со штаб-квартирой в Чикаго; таким образом банк вышел на рынок США. Через три года была куплена брокерская фирма Nesbitt, Thomson and Company. В 1994 году Bank of Montreal стал первым канадским банком, вошедшим в листинг Нью-Йоркской фондовой биржи, а в следующем году получил лицензию в КНР. В 1998 году правительством Канады была заблокирована сделка слияния с Royal Bank of Canada. В 2009 году банк приобрёл канадский страховой бизнес AIG. В 2010 году, после покупки базирующегося в Милуоки банка Marshall & Ilsley вся деятельность в США была объединена под брендом BMO Harris Bank.

## Деятельность
Основными регионами деятельности являются Канада и США. На 2020 год сеть банка насчитывала 1409 отделений (877 в Канаде и 528 в восьми штатах США) и 4820 банкоматов.
В 2019-20 финансовом году (закончился 31 октября 2020 года) из 23,5 млрд канадских долларов выручки 14 млрд составил чистый процентный доход, 2,2 млрд — чистый доход от страховой деятельности. Из 949 млрд активов 445 млрд пришлось на выданные кредиты, ещё 234 млрд долларов составили инвестиции в ценные бумаги. Принятые депозиты составили 659 млрд канадских долларов.
Основные подразделения:
- розничный банкинг (Personal and Commercial Banking) — банковские услуги частным клиентам, малому и среднему бизнесу; Канада: выручка — 8 млрд, активы — 251 млрд; США: выручка — 5,5 млрд, активы — 138 млрд.
- управление активами (BMO Wealth Management) — управление крупными частными капиталами и активами фондов; также предоставляет страховые услуги; выручка — 6,7 млрд, активы — 45,6 млрд.
- рынки капитала (BMO Capital Markets) — финансовые услуги корпоративным, институциональным и правительственным клиентам через 35 офисов в ведущих финансовых центрах мира (из них 22 в Северной Америке); выручка — 5,3 млрд, активы — 370 млрд.

|                                    | Активы, млрд CA$ | Депозиты, млрд CA$ | Собственные средства, млрд CA$ | Выручка, млрд CA$ | Чистая прибыль, млрд CA$ | Рыночная капитализация, млрд CA$ | Сотрудников, тыс. чел. |
| ---------------------------------- | ---------------- | ------------------ | ------------------------------ | ----------------- | ------------------------ | -------------------------------- | ---------------------- |
| Toronto-Dominion Bank              | 1716             | 1135               | 95,5                           | 43,65             | 11,9                     | 159,5                            | 89,6                   |
| Royal Bank of Canada               | 1625             | 1012               | 80,72                          | 47,18             | 11,44                    | 179,1                            | 83,8                   |
| Bank of Montreal                   | 949              | 659                | 50                             | 23,48             | 5,2                      | 81,6                             | 43,4                   |
| Canadian Imperial Bank of Commerce | 770              | 571                | 41,34                          | 18,74             | 3,79                     | 63,8                             | 43,9                   |

## Спонсорская деятельность

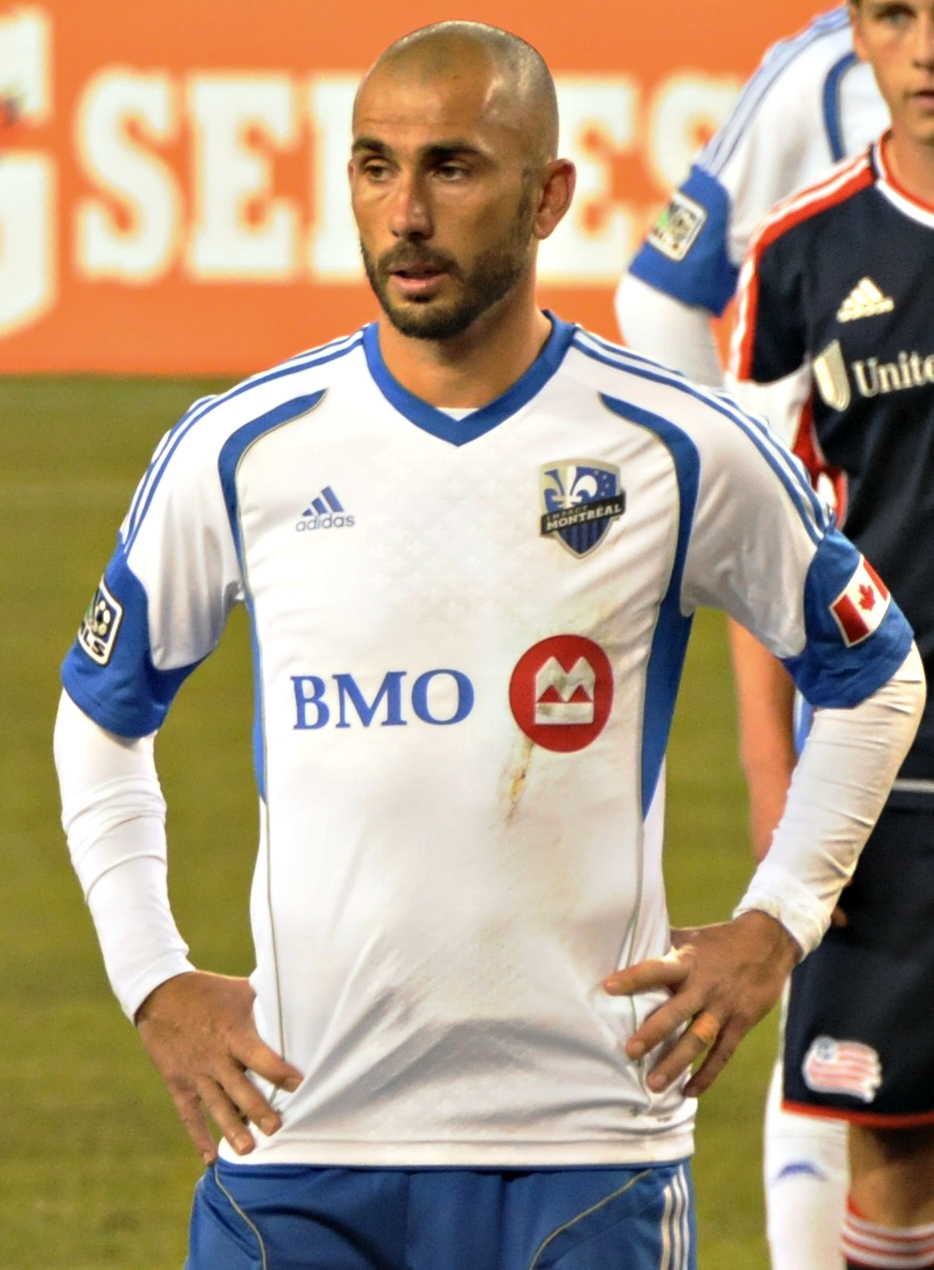
Марко Ди Вайо в форме клуба «Монреаль Импакт» с логотипом BMO

Bank of Montreal является спонсором разных событий и мероприятий: так, он является основателем и генеральным спонсором театральной премии Симиновича — ежегодной премии в размере 100 тысяч долларов, вручающейся лучшему канадскому режиссёру, сценаристу или художнику. Банк является также спонсором ряда команд: в Major League Soccer с 2007 года спонсирует клуб «Торонто», чья домашняя арена называется «BMO Field» и находится на Эксибишен Плейс. В 2010 году соглашение с «Торонто» было продлено до 2016 года. Также 14 июня 2011 года банк стал генеральным спонсором клуба «Монреаль Импакт» MLS: на футболках команды изображался логотип спонсора в соответствии с условиями пятилетнего контракта между банком и клубом
С 2007 по 2011 годы банк BMO был спонсором клуба НХЛ «Торонто Мейпл Лифс» и клуба НБА «Торонто Рэпторс». В июле 2008 года банк объявил о заключении однолетнего спонсорского соглашения с командой «Ньюман-Хаас», выступающей в серии Индикар, по которому логотип банка появится на автомобиле № 6 Грэма Рала в гонке Edmonton Indy. С 1997 года также банк является спонсором Skate Canada и генеральным спонсором чемпионата Канады по фигурному катанию и иных соревнований по фигурному катанию (первенство юниоров, Кубок вызова, национальные отборы и турниры по синхронному катанию), а также программы CanSkate «Учись кататься» (англ. Learn-to-Skate Program). В 2005 году Bank of Montreal стал генеральным спонсором майского Ванкуверского марафона.

## Членство в международных организациях
Bank of Montreal является членом Канадской ассоциации банкиров и зарегистрированным членом Канадской корпорации по страхованию вкладов, федерального агентства по страхованию вкладов во всех канадских банках. Также входит в следующие межбанковские сети и системы платёжных операаций:
- Air Miles[англ.]
- ATMIA[англ.] (ATM Industry Association)
- Interac
- Cirrus (для владельцев карт MasterCard)
- Diners Club North America
- MasterCard International

BMO Harris Bank — филиал BMO в США — является членом Федеральной резервной системы и зарегистрированным членом Федеральной корпорации по страхованию вкладов. Также он является членом следующих межбанковских сетей и систем платёжных операций:
- Cirrus (для владельцев карт MasterCard)
- Diners Club North America
- Interlink[англ.] (для владельцев карт VISA)
- NYCE[англ.] (для владельцев карт MasterCard)
- MasterCard International
- PLUS (для владельцев карт VISA)
- VISA

## Дочерние компании
Основные дочерние компании на 2020 год:
- Bank of Montreal (China) Co. Ltd. (Пекин, КНР)
- Bank of Montreal Europe plc (Дублин, Ирландия)
- Bank of Montreal Holding Inc. (Торонто, Канада)
  - Bank of Montreal Mortgage Corporation (Калгари, Канада)
    - BMO Mortgage Corp. (Ванкувер, Канада)

  - BMO Investments Limited (Гамильтон, Бермудские острова)
    - BMO Reinsurance Limited (Сен-Мишель, Барбадос)

  - BMO Nesbitt Burns Holdings Corporation (Торонто, Канада)
    - BMO Nesbitt Burns Inc. (Торонто, Канада)

  - BMO Investments Inc. (Торонто, Канада)
  - BMO InvestorLine Inc. (Торонто, Канада)
- BMO Capital Markets Limited (Лондон, Англия)
- BMO Financial Corp. (Чикаго, США)
  - BMO Asset Management Corp. (Чикаго, США)
  - BMO Capital Markets Corp. (Нью-Йорк, США)
  - BMO Family Office, LLC (Пало Альто, США)
  - BMO Harris Bank National Association (Чикаго, США)
    - BMO Harris Investment Company LLC (Чикаго, США)

  - BMO Harris Financial Advisors, Inc. (Чикаго, США)
  - BMO Harris Financing, Inc. (Чикаго, США)
- BMO Global Asset Management (Asia) Limited (Гонконг)
- BMO Global Asset Management (Europe) Limited (Лондон, Англия)
  - BMO Asset Management (Holdings) plc (Лондон, Англия)
- BMO Life Insurance Company (Торонто, Канада)
  - BMO Life Holdings (Canada), ULC (Галифакс, Канада)
    - BMO Life Assurance Company (Торонто, Канада)
- BMO Trust Company (Торонто, Канада)
- BMO Trustee Asia Limited (Гонконг)
- LGM Investments Limited (Лондон, Англия)
- Pyrford International Limited (Лондон, Англия)